# Cetária

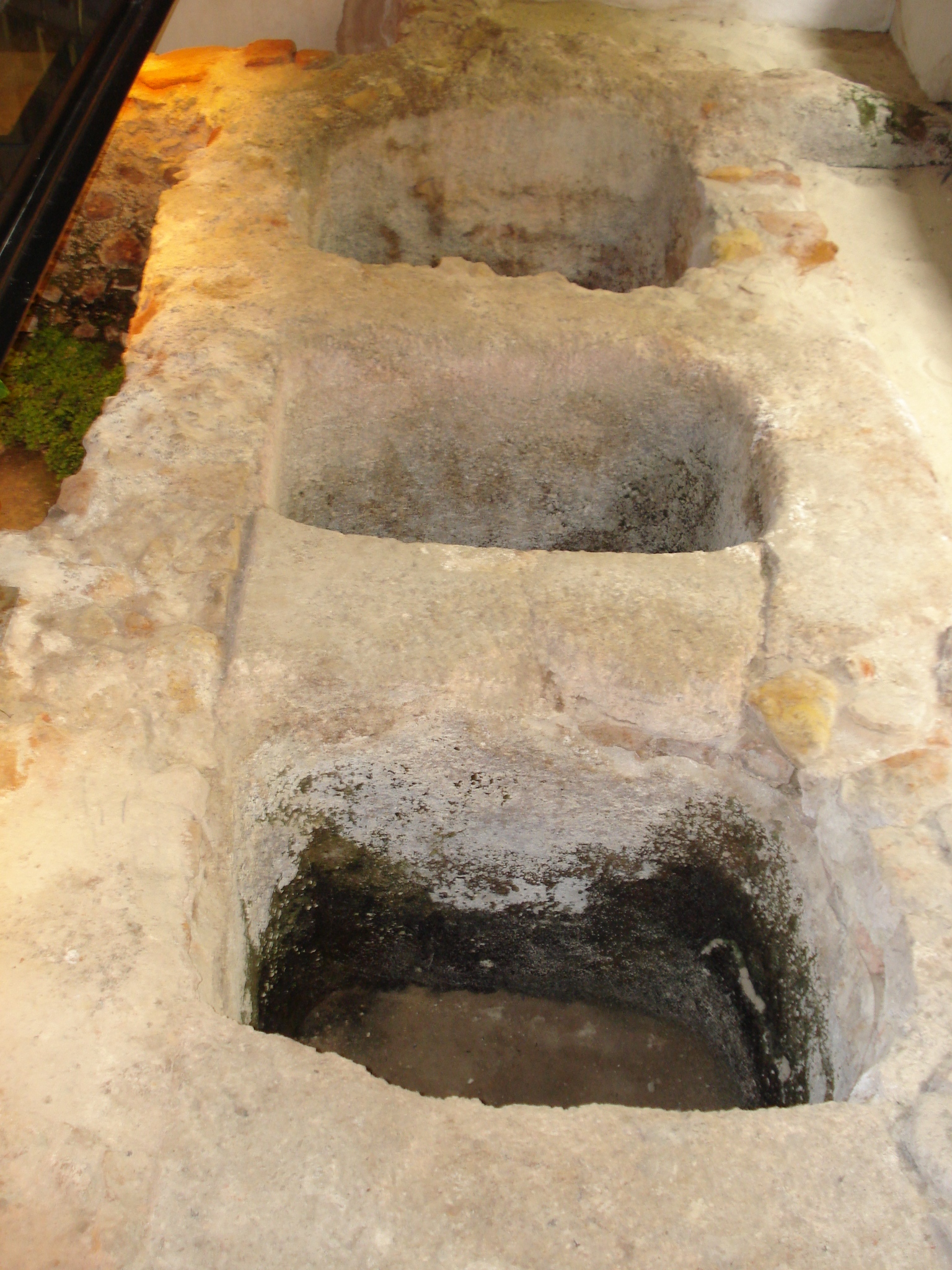
Fábrica romana de Salga, Cetárias Setúbal

Cetária é o tanque de forma rectangular de dimensão variável, destinado à salga e fabrico de diversos molhos e outros preparados de peixe, na época romana. O condimento mais conhecido aí fabricado era o garo, que era utilizado como condimento em quase todos os pratos.
Na freguesia de Cacilhas, concelho de Almada, foram descobertos no ano de 1981 vestígios de uma fábrica romana de salga de peixe no actual Largo Alfredo Diniz. Em Setúbal foi também descoberto em 1979 um conjunto de cetárias, pertencentes a uma unidade industrial, onde está actualmente localizada o posto de turismo da Região de Turismo da Costa Azul.
O maior conjunto de cetárias em Portugal pode ser visitado nas ruínas romanas de Troia, em frente da cidade de Setúbal. Estão a descoberto duas enormes oficinas de salga extremamente bem conservadas. Os inúmeros restos de cetárias que se estendem por centenas de metros ao longo da praia virada ao estuário do rio Sado, indiciam que muitas outras oficinas de salga estão por escavar sob as dunas.